# 舍泽勒 (阿列省)
舍泽勒（法語：Chezelle，法語發音：[ʃəzɛl]）是法国阿列省的一个市镇，属于穆兰区。

## 地理
舍泽勒（46°13'5"N, 3°7'24"E）面积7.33 平方千米，位于法国奥弗涅-罗讷-阿尔卑斯大区阿列省，该省份为法国中部省份，北起涅夫勒省、西北接谢尔省，西南至克勒兹省，南至多姆山省，东南临卢瓦尔省，东临索恩-卢瓦尔省。
与舍泽勒接壤的市镇（或旧市镇、城区）包括：贝勒纳沃、尚泰勒、莫内斯捷、塔克萨瑟纳。

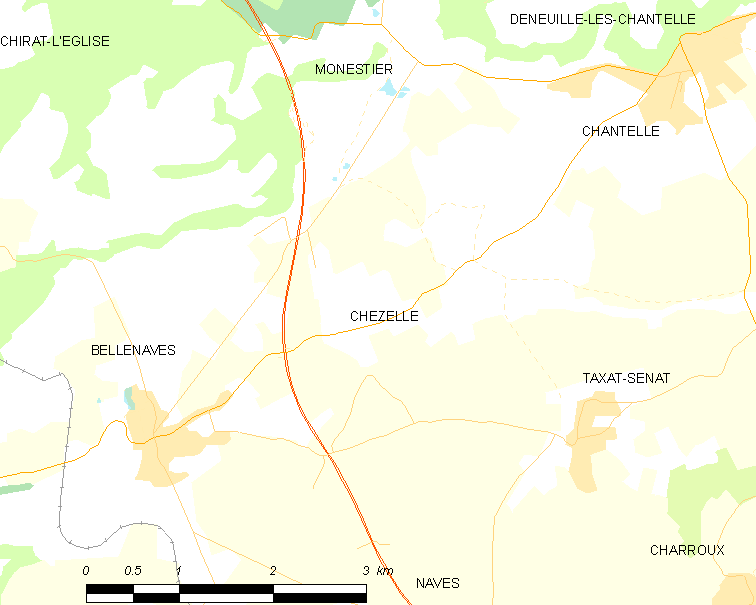
的OSM定位图

舍泽勒的时区为UTC+01:00、UTC+02:00（夏令时）。

## 行政
舍泽勒的邮政编码为03140，INSEE市镇编码为03075。

## 政治
舍泽勒所属的省级选区为加纳县。

## 人口

1962-2008年间人口变化图示

舍泽勒于2022年1月1日时的人口数量为158人。